# Salix friesiana
Salix friesiana är en videväxtart. Salix friesiana ingår i släktet viden, och familjen videväxter.

## Underarter
Arten delas in i följande underarter:
- S. f. antverpiensis
- S. f. friesiana